# Henfil
Henrique de Souza Filho, universalmente conhecido como Henfil (Ribeirão das Neves, 5 de fevereiro de 1944 — Rio de Janeiro, 4 de janeiro de 1988), foi um influente cartunista, quadrinista, jornalista, escritor e ativista brasileiro. Reconhecido por seu humor ácido, crítico e profundamente engajado com as questões sociais e políticas do Brasil, especialmente durante a ditadura militar, Henfil deixou um legado duradouro na cultura e no jornalismo do país.

## Biografia

### Família e Juventude
Nascido em Ribeirão das Neves, na Grande Belo Horizonte, Henrique de Souza Filho era o quarto de oito filhos de Henrique José de Souza e Maria da Conceição Fontes de Souza. Sua mãe, Dona Maria, tornou-se uma figura conhecida do público através das crônicas "Cartas à Mãe", publicadas por Henfil em O Pasquim e, posteriormente, na revista IstoÉ. A família Souza foi marcada pela hemofilia, uma condição genética rara que afeta a coagulação do sangue. Henfil, assim como seus irmãos mais velhos, o sociólogo Herbert de Souza (Betinho) e o músico Chico Mário, herdou a doença, que teve um impacto profundo em suas vidas e obras. Os outros irmãos eram Glória (Glorinha), Filomena (Filó), Wanda, Tanda e Ziláh.
Henfil passou a infância e adolescência em sua cidade natal, onde realizou os primeiros estudos. Posteriormente, frequentou um curso supletivo noturno e chegou a ingressar no curso de Sociologia na Faculdade de Ciências Econômicas da Universidade Federal de Minas Gerais (UFMG), mas abandonou os estudos superiores após alguns meses para se dedicar à sua paixão: o desenho. Antes de se firmar como cartunista, trabalhou como embalador de queijos e como contínuo em uma agência de publicidade.

### Carreira Profissional
A carreira de Henfil como ilustrador e chargista começou a despontar no início da década de 1960. Em 1964, a convite do editor e escritor Roberto Drummond, começou a publicar seus trabalhos na revista Alterosa, de Belo Horizonte. Foi lá que surgiram seus primeiros personagens de sucesso, Os Franguinhos, uma tira que satirizava o cotidiano com humor nonsense e crítico. Em 1965, passou a colaborar com o jornal Diário de Minas, produzindo caricaturas políticas, e, em 1967, suas charges esportivas ganharam espaço no Jornal dos Sports, do Rio de Janeiro. Seu talento singular também foi requisitado por importantes publicações da época, como as revistas Realidade, Visão, Placar e O Cruzeiro.
A consagração nacional veio a partir de 1969, quando começou a colaborar regularmente com o Jornal do Brasil e se tornou uma das figuras centrais do semanário humorístico e de oposição O Pasquim. Foi em O Pasquim que Henfil desenvolveu alguns de seus personagens mais emblemáticos e sua crítica social e política atingiu o ápice. Seus desenhos eram diretos, com traços aparentemente simples, mas carregados de expressividade e contundência.
Com o endurecimento do regime militar após a promulgação do AI-5 em dezembro de 1968, que institucionalizou a censura prévia e intensificou a repressão, o trabalho de Henfil tornou-se uma voz crucial de resistência. Em 1971 (algumas fontes citam 1972), lançou a revista independente Fradim pela Editora Codecri (Cooperativa de Escritores e Editores). A revista se tornou um fenômeno cultural, apresentando ao grande público personagens que se tornariam ícones da cultura brasileira: os fradinhos Cumprido e Baixim (este último, o mais subversivo e iconoclasta), a engajada e irônica Graúna, o intelectualizado e filosófico Bode Orelana, o estereotipado nordestino Zeferino, e o neurótico e desesperançoso Ubaldo, o Paranoico. Através desses personagens, Henfil criticava a ditadura, a hipocrisia social, a desigualdade e os desmandos do poder.

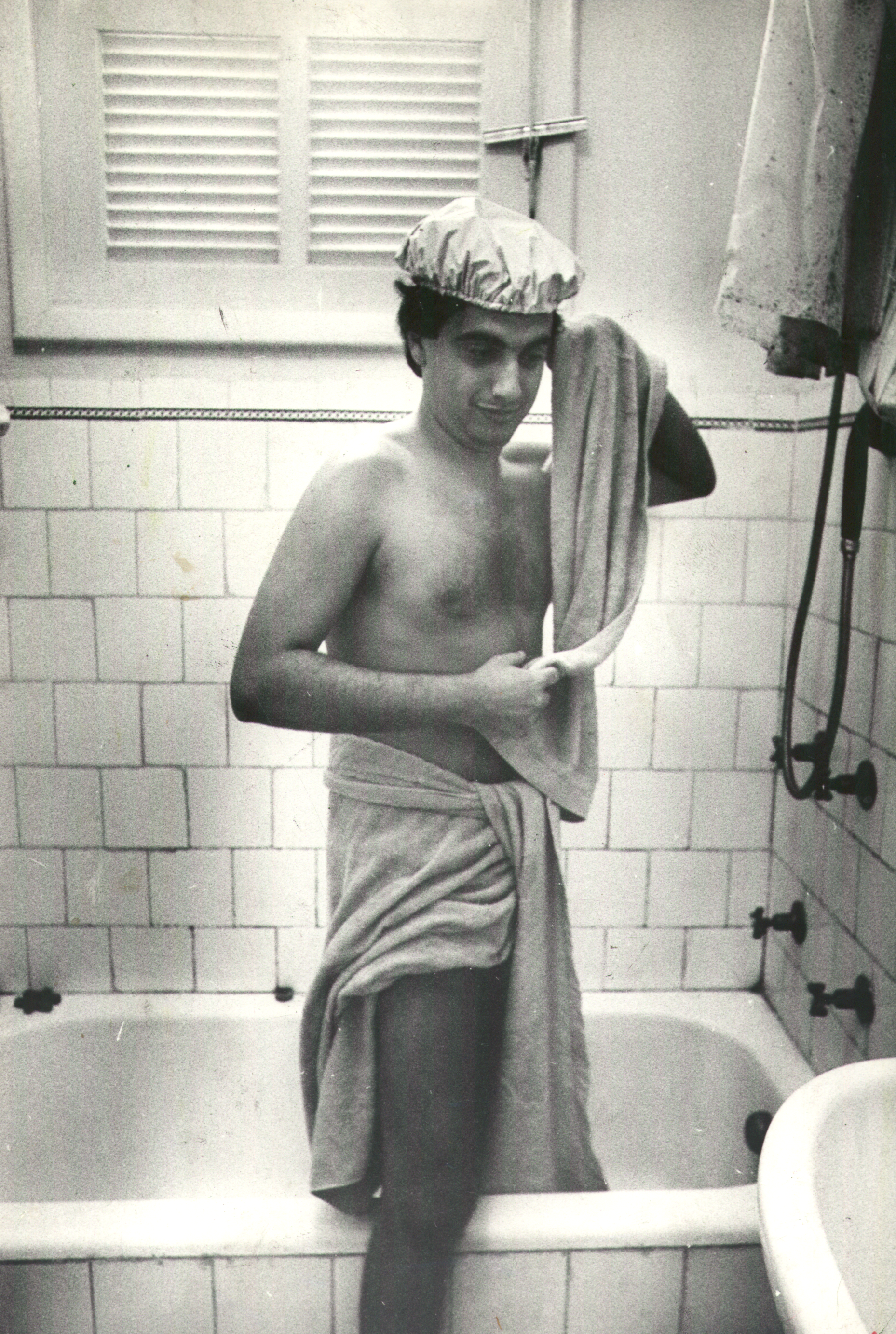
Henfil em 1971, durante uma entrevista.

Uma de suas séries de cartuns mais polêmicas e lembradas desse período foi "O Cemitério dos Mortos-Vivos", publicada em O Pasquim. Nela, Henfil "enterrava" simbolicamente personalidades que, em sua visão, colaboravam com o regime militar ou se omitiam diante das arbitrariedades. Em 1972, após a cantora Elis Regina realizar uma apresentação para as Forças Armadas durante as Olimpíadas do Exército, Henfil a incluiu no cemitério, apelidando-a de "Elis Regente". Outras figuras "enterradas" incluíram Roberto Carlos, Wilson Simonal, Pelé, Paulo Gracindo, Tarcísio Meira e Marília Pêra. Anos mais tarde, Henfil declarou ter se arrependido de duas dessas "mortes simbólicas": a da escritora Clarice Lispector e a de Elis Regina.
Além dos quadrinhos e charges, Henfil expandiu sua atuação para outras mídias. No cinema, dirigiu e roteirizou Tanga (Deu no New York Times?) (1987). No teatro, colaborou com textos e cartuns. Na televisão, foi redator do programa TV Mulher (1980-1984) na Rede Globo, onde também contribuía com suas ilustrações. Sua experiência nos Estados Unidos, para onde viajou em busca de tratamento para a hemofilia e para tentar uma carreira internacional, foi narrada no livro Diário de um Cucaracha (1976). No mercado americano, no entanto, seu estilo foi considerado excessivamente agressivo para os jornais tradicionais, encontrando espaço apenas em publicações alternativas e underground. De volta ao Brasil, manteve sua coluna "Cartas à Mãe" na revista IstoÉ, onde continuou a exercer seu olhar crítico sobre a realidade nacional.

### Luta contra a AIDS e Falecimento
A hemofilia exigia que Henfil e seus irmãos se submetessem a frequentes transfusões de sangue. Tragicamente, em meados da década de 1980, em um período em que o sangue doado não passava por testes rigorosos para o recém-descoberto HIV, Henfil, Betinho e Chico Mário foram infectados pelo vírus. Henfil tornou-se um dos primeiros brasileiros a falar abertamente sobre ter AIDS, contribuindo para a conscientização e o combate ao preconceito associado à doença. Apesar da luta e do tratamento, ele faleceu em 4 de janeiro de 1988, aos 43 anos, no Rio de Janeiro, vítima de complicações decorrentes da AIDS. Seus irmãos Chico Mário e Betinho também sucumbiriam à doença em 1988 e 1997, respectivamente.

### Estilo e Temática
O estilo de Henfil era marcado pela simplicidade do traço, que contrastava com a profundidade e complexidade de suas mensagens. Seus cartuns e quadrinhos eram diretos, muitas vezes utilizando o humor negro, a escatologia e a ironia cáustica para criticar a conjuntura política, as injustiças sociais e a hipocrisia da sociedade brasileira.
Suas "Cartas à Mãe" eram um formato literário singular, misturando reflexões pessoais, desabafos íntimos e comentários ácidos sobre os acontecimentos do país, sempre em um tom coloquial, como se estivesse de fato conversando com sua mãe, mas com um alcance público e político imenso. Mesmo seus livros, em grande parte, são coletâneas desses escritos, que combinam o memorialístico com a crônica engajada do cotidiano.

### Legado
Henfil é considerado um dos maiores e mais importantes cartunistas da história do Brasil. Sua obra transcendeu o humor, tornando-se um registro histórico e uma ferramenta de resistência cultural e política. Sua coragem em enfrentar a censura e a repressão da ditadura militar inspirou uma geração de artistas e jornalistas.
Em 2009, seu único filho, Ivan de Souza, criou o Instituto Henfil, com a missão de preservar, pesquisar e divulgar a obra e a memória do artista. Através de uma parceria entre a ONG Henfil e o Instituto Henfil, as 31 edições da revista Fradim, publicadas entre 1971 e 1980, foram reeditadas e disponibilizadas ao público, incluindo uma edição especial "Número Zero", que resgata os personagens clássicos do cartunista. O projeto visava completar a coleção até meados de 2014.
Em 2017, foi lançado o documentário Henfil, dirigido pela cineasta Angela Zoé, que explora a vida, a obra e a relevância do artista para as novas gerações, com depoimentos de cartunistas contemporâneos e análises de seu impacto cultural.

## Vida pessoal
Henfil foi casado com Gilda Mattoso, produtora cultural e assessora de imprensa. Tiveram um único filho, Ivan de Souza.
O cartunista nasceu em Ribeirão das Neves, na casa de número 20 da rua Bias Fortes (antiga rua Direita), na Vila Esplanada, um bairro histórico da cidade.
Henfil era um praticante de BDSM. Em livros do poeta e escritor Glauco Mattoso, Henfil é descrito como um podólatra. Também foi submisso da dominatrix Wilma Azevedo, conhecida como "Nazista".

## Prêmios e Reconhecimentos
| Ano  | Prêmio                                               | Categoria                    | Observação                                 | Ref.   |
| ---- | ---------------------------------------------------- | ---------------------------- | ------------------------------------------ | ------ |
| 1965 | Troféu Cid Rebelo Horta                              | Melhor Cartunista            | Concedido em Minas Gerais                  | [ 1 ]  |
| 1981 | Prêmio Vladimir Herzog de Anistia e Direitos Humanos | Artes                        | Pelo conjunto de sua obra na revista IstoÉ | [ 21 ] |
| 1982 | Prêmio Angelo Agostini                               | Mestre do Quadrinho Nacional | Concedido pela AQC-ESP                     | [ 22 ] |
| 2005 | Ordem do Mérito Cultural                             | Comendador (in memoriam)     | Concedido pelo Ministério da Cultura       | [ 23 ] |

## Obras publicadas
Lista de alguns dos principais livros publicados por Henfil:
- Hiroshima, Meu Humor (Editora Tempo Brasileiro, 1966)
- Diário de um Cucaracha (Editora Record, 1976)
- Henfil na China (Editora Codecri, 1980)
- Cartas da Mãe (Editora Codecri, 1980; reeditado pela Relume Dumará, 1995)
- Dez em Humor (coletânea com outros autores, Editora L&PM, 1984)
- Diretas Já! (Editora Record, 1984)
- Fradim de Libertação (Editora Record, 1984)
- Como se Faz Humor Político (Editora Vozes/IBASE, 1984)
- O Melhor da Graúna e do Bode Orelana (Editora Record, 1985)
- Ubaldo, O Paranoico (Editora Record, 1985)
- Zeferino, O Nordestino (Editora Record, 1985)
- Os Fradinhos (coletânea, L&PM Pocket, 2006)
- Revistas Fradim (coletânea completa das 31 edições, Editora Revistas Fradim, 2012-2014)

## Filmografia

### Como Diretor e Roteirista
- Tanga (Deu no New York Times?) (1987) - Longa-metragem de ficção.
- Aventuras da Turma da Graúna (c. 1975) - Curta-metragem de animação (participação na criação/roteiro).[24]

### Documentários sobre Henfil
- Henfil (2017) - Dirigido por Angela Zoé.